# Clyde Mitcham
Clyde Kenrick Mitcham (* 16. Juni 1994 in Cayon) ist ein Fußballspieler von St. Kitts und Nevis.

## Karriere

### Klub
Mindestens seit der Saison 2014/15 spielt er bei den Cayon Rockets.

### Nationalmannschaft
Nach der U17 hatte er seinen ersten Einsatz für die A-Nationalmannschaft am 10. Mai 2015 bei einem 3:1 Freundschaftsspielsieg über die Mannschaft von Barbados. Er spielte über die vollen 90 Minuten. Danach folgten noch ein paar Einsätze in den Jahren 2016 und 2017, jedoch bislang nie mehr über die volle Spielzeit.